# Embassament de l'Alcora
L'embassament de l'Alcora se situa en el municipi de l'Alcora, en l'Alcalatén, al País Valencià.
Es va construir en el llit del riu Llucena, sobre una superfície de 14 hectàrees i amb una capacitat màxima de 2 Hm³, és de comportes té una capacitat de 330 m³/s.
L'obra va ser construïda, mitjançant una presa de gravetat, amb una altura de 30 metres i una longitud en coronació de 108 m.
Es destina al reg i a la indústria. Aquesta presa pertany a la Confederació Hidrogràfica del Xúquer.